# Damm 21 (Quedlinburg)

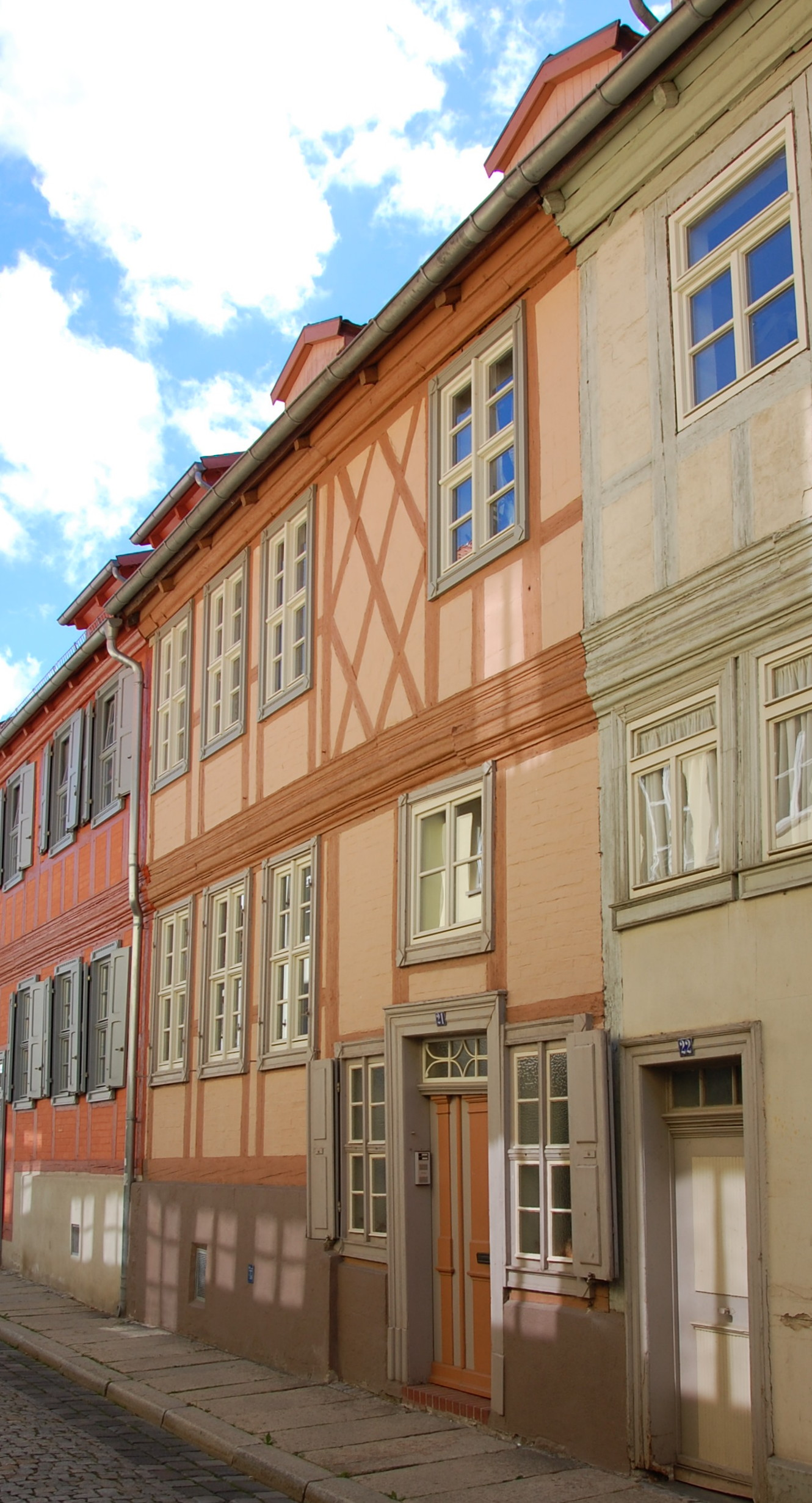
Haus Damm 21

Das Haus Damm 21 ist ein denkmalgeschütztes Gebäude in der Stadt Quedlinburg in Sachsen-Anhalt.

## Lage
Es befindet sich im nördlichen Teil der Straße Damm und gehört zum UNESCO-Weltkulturerbe. Im Quedlinburger Denkmalverzeichnis ist es als Wohnhaus eingetragen. Südlich grenzt das gleichfalls denkmalgeschützte Haus Damm 20, nördlich das Haus Damm 22 an.

## Architektur und Geschichte
Der zweigeschossige Fachwerkhaus entstand um 1740. An der Fachwerkfassade finden sich Rautenkreuze, die Gefache sind mit Zierausmauerungen versehen. Vor der Stockschwelle befindet sich eine profilierte Bohle. Die Fassade des Erdgeschosses wurde im Stil des Klassizismus umgestaltet.